# Héctor González Martínez
Héctor González Martínez (ur. 28 marca 1939 w Miguel Auza) – meksykański duchowny rzymskokatolicki, w latach 2003–2014 arcybiskup Durango.

## Życiorys
Święcenia kapłańskie przyjął 1 grudnia 1963 i został inkardynowany do archidiecezji Durango. Był związany przede wszystkim z archidiecezjalnym seminarium, w którym pełnił początkowo funkcje wykładowcy i prefekta, a następnie prorektora (1969-1972) i rektora (1972-1982).
9 lutego 1982 został prekonizowany biskupem Campeche. Sakrę biskupią otrzymał 24 marca 1982. 4 lutego 1988 został mianowany koadiutorem archidiecezji Antequera, ingres odbył się 5 kwietnia. 4 października 1993 objął urząd arcybiskupa Antequera.
11 lutego 2003 został mianowany arcybiskupem Durango, stolicę objął 26 lutego. 26 września 2014 przeszedł na emeryturę.